# Ниолс
Ниолс — река в России, протекает в северо-восточной части Пермского края по территории Красновишерского района. Устье реки находится в 379 км от устья реки Вишеры по левому берегу.

## Описание
Берёт начало примерно в 1 километре от границы со Свердловской областью, в отрогах хребта Поясовый Камень в виде реки Большой Ниолс. В верхнем течении течёт преимущественно на юго-запад, затем на запад. В среднем течении принимает левый приток Средний Ниолс, а примерно в 2,4 километров ниже него — приток Малый Ниолс (тоже слева). В нижнем течении течёт в северо-восточном направлении. Ширина реки в нижнем течении около 20 метров, скорость течения — 0,8 м/с.
Длина реки составляет 26 километров. Рельеф бассейна — преимущественно горный; река протекает между горой Сампалчахл и хребтом Муравьиный Камень. Населённых пунктов на реке Ниолс нет.
Притоки
Принимает 13 притоков длиной менее 10 км.

## Данные водного реестра
По данным государственного водного реестра России относится к Камскому бассейновому округу, водохозяйственный участок реки — Кама от водомерного поста у села Бондюг до города Березники, речной подбассейн реки — бассейны притоков Камы до впадения Белой. Речной бассейн реки — Кама.
Код объекта в государственном водном реестре — 10010100212111100004105.